# Cực khoái cưỡng bức

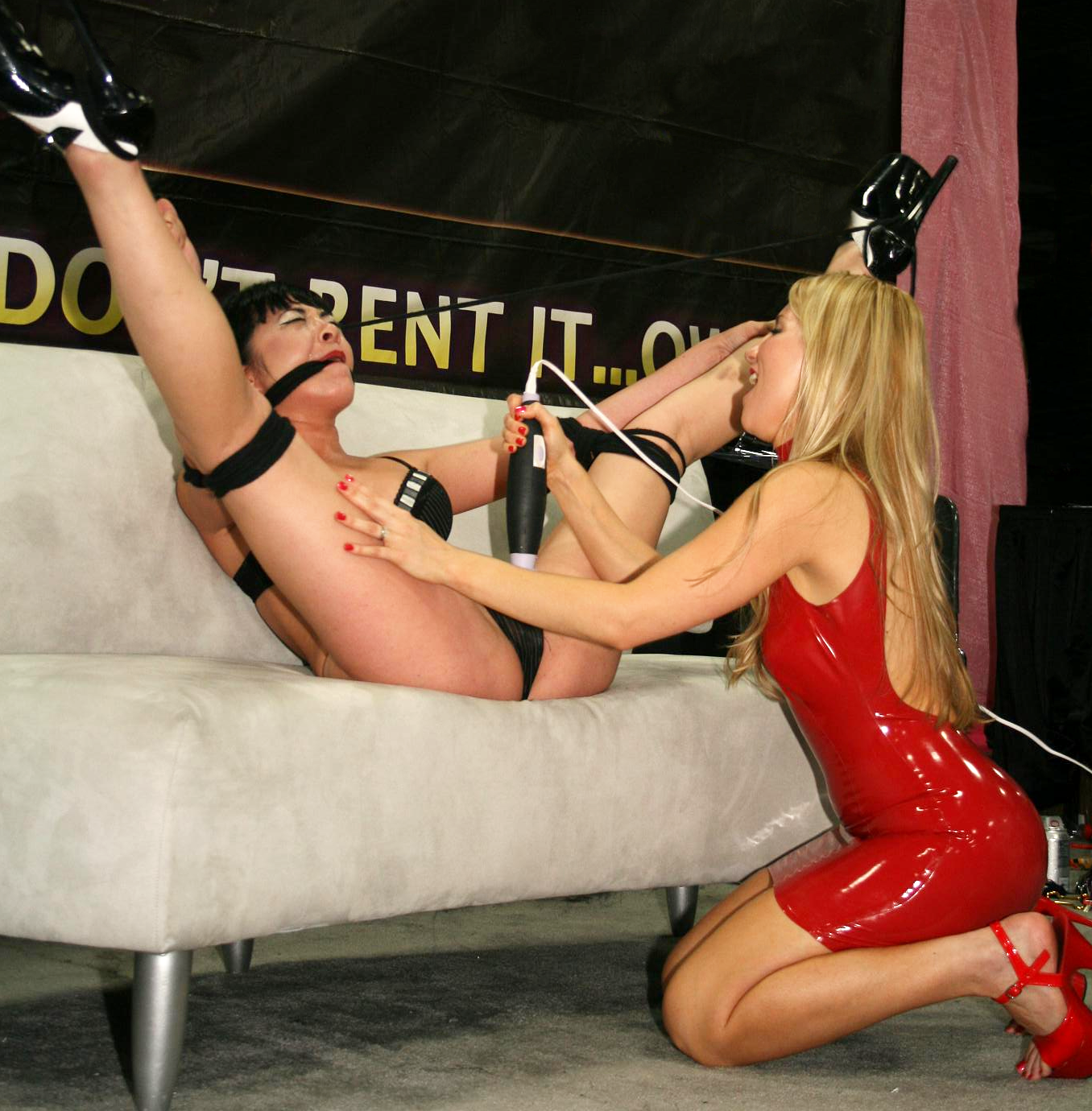
Một người phụ nữ tình nguyện muốn đạt cực khoái cưỡng bức trong khi bị trói và bịt miệng tại sự kiện Exxxotica Expo năm 2008

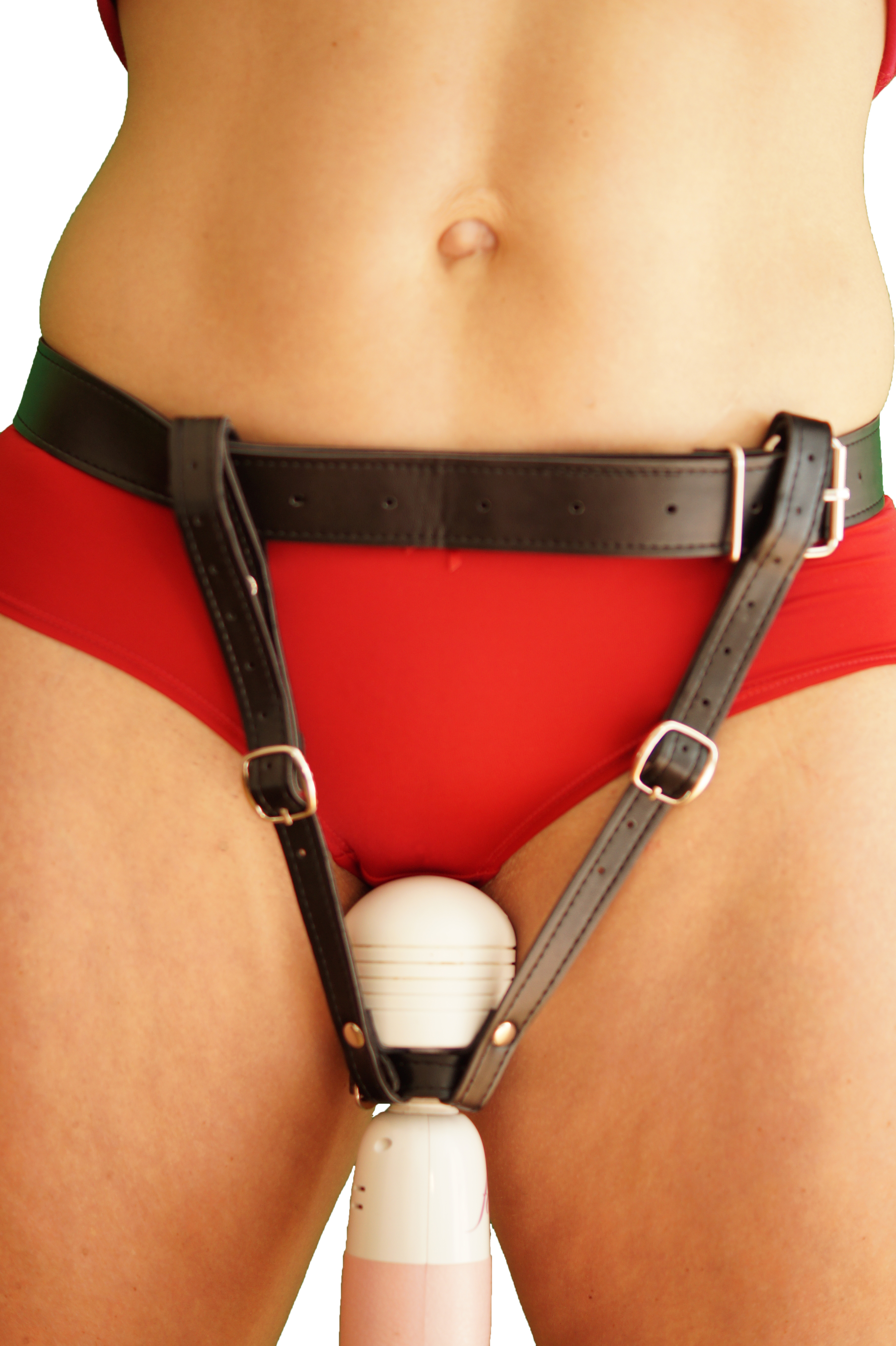
Cực khoái cưỡng bức bằng cách sử dụng đai chày rung (wand vibrator belt)

Cực khoái cưỡng bức là một dạng của BDSM, theo đó một người đồng thuận một cách tự nguyện phải đạt cực khoái theo cách vượt quá tầm kiểm soát của họ. Người được đưa đến cực khoái thường ở trạng thái trói chân trói tay để tước đi khả năng kiểm soát cực khoái lúc bắt đầu và cường độ cực khoái, tăng cảm giác bất lực, tình huống mà một số người lại thấy là một cách để tăng hưng phấn tình dục.
Việc thực hành cực khoái cưỡng bức cũng có thể được kết hợp với các vở kịch kiểm soát cực khoái khác, chẳng hạn như từ chối hưng phấn tình dục (Erotic sexual denial) và edging (một bài tập mà nam giới duy trì cực khoái mà không xuất tinh).
Đối với người tự nguyện bị trói và không thể ngừng được kích thích tình dục, người chủ động sẽ kích thích bộ phận sinh dục của người tự nguyện và các vùng nhạy kích thích tình dục (erogenous zones) khác cho đến khi đạt cực khoái, và đôi khi lên đỉnh. Người tự nguyện bị trói sẽ biểu hiện một loạt các kích thích tình dục, bao gồm cả quan hệ tình dục qua đường âm đạo, miệng hoặc hậu môn. Có thể dùng tay để kích thích bộ phận sinh dục cho đến khi đạt cực khoái cưỡng bức (handjob, fingering) hoặc sử dụng đồ chơi tình dục như máy rung, điển hình là chày rung (wand vibrator).
Cách phổ biến nhất để đạt được cực khoái ở nam giới là bằng cách kích thích cơ học vào dương vật. Đối với phụ nữ, cách phổ biến nhất để đạt cực khoái là kích thích tình dục trực tiếp của âm vật,Âm đạo (thực hiện fingering, tình dục bằng miệng hoặc cọ sát vào phần nhô ra ngoài của âm vật). Thống kê chung cho thấy 70–80% phụ nữ yêu cầu kích thích âm vật  nhằm đạt cực khoái,chỉ có 20% phụ nữ kích thích âm đạo để đạt cực khoái.